# أنديرس ليندروث
أنديرس ليندروث (بالسويدية: Anders Linderoth)‏ هو مدرب كرة قدم ولاعب كرة قدم سويدي في مركز الوسط، ولد في 21 مارس 1950 في كريستيانستاد في السويد. شارك مع منتخب السويد لكرة القدم. أما مع النوادي، فقد لعب مع أولمبيك مارسيليا ونادي أوسترس ونادي هلسينغبورغ.

## وصلات خارجية
- أنديرس ليندروث على موقع الاتحاد الدولي (مؤرشف)  (الإنجليزية)
- أنديرس ليندروث على موقع قاعدة بيانات كرة القدم.إي يو (الإنجليزية)
- أنديرس ليندروث على موقع ناشيونال فوتبول تيمز (الإنجليزية)
- أنديرس ليندروث على موقع عالم كرة القدم.نت (الإنجليزية)